# Abulhajr kan
Abulhajr kan (turško/kipčaško in perzijsko: ابو الخير خان‎, uzbeško Abulxayrxon) znan tudi kot Bulgar kan, je bil vladar Uzbeškega kanata, * 1412, † 1468. 
Ustvaril je eno največjih in najmočnejših turških držav v obdobju 15. stoletja. Uzbeški kanat je v desetletjih po njegovi smrti leta 1468  oslabel. Nasledil ga je njegov sin šejk Hajdar.

## Življenje
Abulhajr, rojen leta 1412, je bil prek Džočijevega petega sina Šibana Džingiskanov potomec in beg Bele Horde. Govoril je perzijsko in verjetno ne tekoče turško. V času njegovega rojstva se je ulus (pleme) Šiban razdelilo na več ločenih nomadskih skupin, od katerih je eno vodil Džumaduk kan.  Abulhajr je služil v Džumadukovi vojski in bil ujet, ko je bil Džumaduk ubit v bitki leta 1427.
Ko je bil leta 1428 osvobojen, je začel zbirati različne nomadske skupine starega ulusa Šiban na območju okoli Tjumena in reke Ture. Po bitki na reki Tobol je odstavil in ubil Kadži Mohameda, kana Sibirskega kanata, in se razglasil za kana Zahodne Sibirije. Naslednja štiri leta so bila namenjena krepitvi njegove oblasti v vsej regiji.
Abujhajru so pri utrjevanju oblasti pomagali Mangiti, pleme iz Bele horde, zlasti Egidujev vnuk Vakaš beg.
V letih 1430–1431 je Abulhajr, ki se mu je pridružil Vakaš, napadel Horezm in zasedel regionalno prestolnico Konje Urgenč. Uzbeki mesta niso mogli zadržati in so se poleti 1431 umaknili. Abulhajrova vojska se je umaknila v stepo, kjer je v bližini Astrahana premagala dva nasprotna kana. V letih 1435–1436 so uzbeške vojske znova napadle Horezm in nekaj let pozneje Astrahan. Leta 1446 so Abulhajrove sile zaćele dvirati v porečje Sir Darje in sčasoma iztrgale nekaj dežel izpod nadzora Timuridov.  Mesto Signak je postalo Abuhajrova nova prestolnica, od koder je kasneje začel napadati Transoksanijo. 
Leta 1451 je Abu Said zaprosil Abulhajra za pomoč v boju proti Abdulahu. Abulhajr se mu je pridružil in združeni vojski sta krenili proti Samarkandu. Abdulah je bil poražen in ubit, nakar je Abu Said s svojo vojsko vstopil v mesto in zaprl mestna vrata, Uzbeke pa pustil zunaj. Da bi se izognil maščevanju, je  Uzbeke bogato obdaril.
Leta 1451 je Abulhajr pomagal Timuridu Abu Saidu priti na oblast. V Samarkandu se je poročil s hčerko sultana iz Maveranahra, astronomom in astrologom Ulugbegom. Ulugbegova hči Rabija Sultan Begim je postala mati njegovih sinov Kučkundži kana in Sujunhodža kana, ki sta kasneje vladala v Maveranahrju. Rabija Sultan-Begim je umrla leta 1485 in bila pokopana v mestu Turkestan.
Abulhajr kan je umrl leta 1468, čeprav nekateri viri pravijo da leta 1469 ali 1470. Po Abulhajrovi smrti sta v uzbeških državah Mavara al-Nahr in Horezm vladali dve ločeni liniji Abulhajr kanovih potomcev. V prvem desetletju 16. stoletja je njegovemu vnuku Mohamedu Šajbaniju končno uspelo združiti Uzbeke in ustanoviti kratkotrajno Šajbanidsko cesarstvo s središčem v Samarkandu. 